# Éveillé (1917)
Pour les articles homonymes, voir Éveillé (homonymie).
L'Éveillé est une canonnière, de lutte anti-sous-marine de la Marine nationale française, l’un des 23 navires de classe Ardent construits. Le navire a été construit au chantier naval de la Société Nouvelle des Forges et chantiers de la Méditerranée à La Seyne-sur-Mer, lancé en 1917 et commissionné la même année dans la Marine nationale française. Il a servi durant la Première Guerre mondiale et l’entre-deux-guerres. Le navire a été rayé de la liste de la flotte en 1928.

## Conception
Les canonnières de classe Ardent ont été commandées dans le cadre du programme d’expansion de la flotte française de 1916 et 1917,. En 1916, l’état-major de la marine française commanda 23 canonnières anti-sous-marines (ASM), de 266 tonnes, à machines à vapeur à triple expansion, qui furent nommés « classe Ardent ». Les navires étaient fondamentalement identiques aux canonnières de classe Friponne. Ils s’en distinguaient principalement par le type de propulsion : les canonnières de classe Friponne utilisaient des moteurs Diesel, mais les navires de type Ardent étaient équipés de machines à vapeur, dans de nombreux cas récupérées sur de vieux torpilleurs mis hors service,. Ils différaient donc sensiblement les uns des autres en ce qui concerne la puissance et la vitesse. Ils avaient tous des étraves en forme d’arc, mais ils différaient par la forme des superstructures et leur équipement.
L'Éveillé était conçu pour la lutte anti-sous-marine,. Sa coque avait une longueur hors tout de 60,2 mètres, une largeur de 7,2 mètres et un tirant d'eau de 2,9 mètres,,,. Son déplacement était de 266 tonnes à charge normale (ou 310 tonnes selon d’autres sources, et de 400 tonnes à pleine charge,. Il avait la particularité de posséder une mâture décalée sur tribord par rapport à l'axe pour dérouter la visée des sous-marins.
Le navire était propulsé par deux machines à vapeur verticale à triple expansion récupérées sur un torpilleur désarmé, l'Averne, d’une puissance totale de 2500 ch,, entraînant une hélice unique,. La vapeur était fournie par deux chaudières à charbon système du Temple ou Normand, ou Belleville. La vitesse maximale du navire était comprise entre 14 et 17 nœuds,,,
Le navire transportait 85 tonnes de combustible, ce qui lui permettait d’atteindre une autonomie de 2000 milles marins à une vitesse de 10 nœuds,,.
L’armement de la canonnière se composait de deux canons de 100 mm modèle 1897 et de deux rampes pour larguer des grenades anti-sous-marines,,.
L’équipage du navire était composé de 55 officiers, officiers mariniers et matelots,,,.

## Historique
L'Éveillé a été construit par la Société Nouvelle des Forges et chantiers de la Méditerranée,, à La Seyne-sur-Mer. Il a été mis en chantier en 1917, lancé et mis en service la même année,,,.

### Première Guerre mondiale
L'Éveillé est mis en service dans la Marine nationale en 1917,. Utilisé comme dragueur de mines à partir de 1917, il est affecté à la Division de Gascogne et effectue de 1917 à 1918 des escortes et des patrouilles en baie de Biscarrosse, et dans le golfe de Gascogne,,. Durant cette période, plusieurs membres d’équipage sont déclarés « mort pour la France » :
- Le 27 septembre 1918, à l'hôpital maritime de Rochefort (Charente-Maritime), le matelot de 2e classe timonier Antoine Pallier, né le 21 septembre 1898 à Saint-Pabu (Finistère), est déclaré décédé de grippe.
- Le même jour au même hôpital, le matelot de 2e classe gabier breveté Pierre François Marie Tromeur, né le 20 avril 1897 à Logonna-Daoulas (Finistère), est décédé de broncho-pneumonie grippale.
- Le 5 octobre 1918, toujours à l'hôpital de Rochefort, le matelot de 3e classe sans spécialité Eugène Elie Scotto Di Perta, né le 21 février 1894 à Marseille (Bouches-du-Rhône), est décédé des suites de grippe compliquée.
- Le 14 octobre 1918, le matelot de 1ère classe charpentier Lucien Charles Amiot, né le 9 août 1890 à Échillais (Charente-Maritime), est porté disparu en mer[13].

Le 13 décembre 1917, l'Éveillé attaque le sous-marin allemand SM U-103 sans résultat. L'U-103 sera coulé le 12 mai 1918 par le paquebot Olympic.
Au plan administratif, l'Éveillé fut considéré comme bâtiment armé en guerre pour les périodes du 21 mai au 8 juin 1917 ; du 1er décembre 1917 au 20 mars 1918 ; du 4 mai au 12 décembre 1918 ; du 26 février au 1er juin 1919 ; et du 15 juillet au 24 octobre 1919, date de cessation des hostilités (Circulaire du 25 avril 1922 établissant la Liste des bâtiments et formations ayant acquis, du 3 août 1914 au 24 octobre 1919, le bénéfice du double en sus de la durée du service effectif (Loi du 16 avril 1920, art. 10, 12, 13.), §. A. Bâtiments de guerre et de commerce. : Bulletin officiel de la Marine 1922, n°14, pp. 720 et 741).

### Entre-deux-guerres
Tous les navires de classe Ardent ont survécu à la guerre. La majorité sont convertis dans les années 1920 en dragueurs de mines, avec l’ajout d’un équipement mécanique de dragage. Le navire a été ainsi converti entre 1918 et 1920,. Il remplit cette fonction dans l’entre-deux-guerres jusqu’à la fin de son service, qui eut lieu en 1928,.
Au 1er janvier 1920, l'Éveillé est affectée à l’Escadrille de dragage du 1er Arrondissement maritime à Cherbourg,. Le navire est alors commandé par le lieutenant de vaisseau Joseph Mathieu, du port de Toulon, depuis le 23 juin 1919,. L’officier en second est l’enseigne de vaisseau de 1ère classe Henri Raymond Villecourt, du port de Brest,. Sont également affectés à cette escadrille les canonnières Ardent et Emporté, ainsi que le torpilleur d’escadre Trombe. Au 1er décembre 1920, l'Éveillé est toujours à l’Escadrille de dragage et le LV Joseph Mathieu est encore le commandant, mais le second est désormais l’enseigne de vaisseau de 1ère classe Charles Adrien Ludovic Gabriel Bourdeau de Lajudie.
En 1924, l'Éveillé est reclassé comme aviso, de 2ème classe, mais il redevient une canonnière en 1925, puis de nouveau un aviso en 1929,.
En décembre 1925, le capitaine de corvette Yves François Charles Anne Marie Urvoy de Portzamparc, commandant la Flottille de dragage de Cherbourg, est embarqué sur l'Éveillé puis sur l'Ardent.
Désarmé le 27 avril 1932,, l'Éveillé est radié de la Liste de la flotte le même jour et mis en vente aux fins de démolition le 22 février 1933 par le Receveur des Domaines de Brest, selon la procédure d’adjudication publique sur soumissions cachetées (JO du 28 janvier 1933, p. 990 ; La Dépêche de Brest, n° 17932 du dimanche 29 janvier 1933, p. 7) .

## Commandants
- Lieutenant de vaisseau Pierre Auguste Marcelin Soulié, du port de Rochefort[13],[21].
- LV Joseph Mathieu[17], du port de Toulon : à compter du 23 juin 1919[16],[18].